# Marcello Gazzola
Marcello Gazzola (Borgo Val di Taro, 3 de abril de 1985) é um futebolista profissional italiano que atua como defensor.

## Carreira
Marcello Gazzola começou a carreira no Sambenedettese.